# بطحيش المايا
بطحيش المايا (الاسم العلمي: Cyprinodon maya) (بالإنجليزية: Maya pupfish)‏ هو نوع من الأسماك يتبع جنس البطحيش من الفصيلة البطحيشية.